# ヘキサゴンファミリー
ヘキサゴンファミリーは、フジテレビ系列で放送されていた『クイズ!ヘキサゴンII』の常連出演者の総称。アルバムやシングル、コンサートなどでは、ヘキサゴンオールスターズ（HEXAGON ALL STARS）という名義を使用した。

## 概要
ヘキサゴンファミリーとは、『ヘキサゴンII』の常連出演者が楽曲をリリースしたり、まとまってヘキサゴンチームとして他の番組に出演したりイベントを行ったりと、番組以外の場でまとまって活動する時に『ヘキサゴンII』の常連出演者の総称として使用される呼び名である。
その他、『ヘキサゴンII』の放送時間と参加者の数を増やしたスペシャル放送を行う場合に公式サイトにおいて、「ヘキサゴンファミリー総出演」とされたりするほか、番組内で出演者自身によって、
- ○○はヘキサゴンファミリーである（またはない）。
- ヘキサゴンファミリーに入りたい。

などと使われた。
2009年5月13日放送の「リズムにのせて!古今東西クイズ」にてヘキサゴンファミリーの条件は『過去1年間で3回以上番組に出演した人』と言う定義が発表された。
それがあってか、オードリーやパンサー向井が3回目の出演となった際にはそのことに言及している。
また、紳助は「ヘキサゴンファミリーは1つの団地だから」と部屋（出演枠）が埋まっていたこと、（放送当時）空き部屋がなかったことを挙げており、メンバー（特にお笑い芸人）は新しい出演者が登場すると戦々恐々としていた。
番組内では仲が良いとよく言われ、紳助も自身の引退会見の中でヘキサゴンファミリーについて語った際に、「（ヘキサゴンファミリーは）僕の子供達」と発言しており、相当な愛情をかけて接していたことが窺えるが、紳助の引退直後 ファミリーたちは数日間 沈黙していたため、紳助と彼らの温度差を疑問に思う人も多かった。また、吉本所属の芸人たちも沈黙していたが、サンドウィッチマンの伊達みきおのみ、即座に紳助への感謝の気持ちを綴ったコメントを発表した。
ヘキサゴンファミリー同士の夫妻木下とFUJIWARA藤本は番組での出会いがきっかけで2009年から交際を始め、2010年8月28日に結婚。31日に結婚が一斉にメディアに伝えられ（一部メディアに「ヘキサ婚」と報じられた）、翌9月1日放送分の番組ラストで2人が結婚報告を行った。なお、結婚後も両者ともに番組への出演を継続した。
2011年6月22日放送分で、紳助により同年秋に4枚目のヘキサゴンアルバム（『WE LOVE ヘキサゴン 2011』）の発売決定、合わせてAKB48選抜総選挙のパロディで、ヘキサゴンファミリーの総選挙（同アルバムに投票券を封入）を行うことが発表された。発表後に発生した後述の紳助の芸能界引退・番組終了により、動向が不透明になっていたものの、当初の予定通りヘキサゴンアルバムは同年11月23日に発売されることとなったが、総選挙は中止となった。

## 島田紳助の不祥事から芸能界引退。そして活動終了
紳助が暴力団幹部との交際を理由に2011年8月23日付で芸能界を引退した事に伴い、番組も8月24日・31日放送分は休止し別番組に差し替え、9月放送分の総合司会をつるのと藤本、9月14日放送分の司会を上地と品川がそれぞれ担当した。しかし紳助の抜けた穴は大きく、最終的には紳助抜きでは番組の続行は不可能と判断され、28日の最終回『クイズ!ヘキサゴンII卒業式 超クイズパレード!2時間スペシャル』を以って、2002年7月から放送開始した『ヘキサゴンシリーズ』は9年3ヶ月の歴史に終止符を打った。
『ヘキサゴンII』終了後の2011年10月から同年末までは特別番組やスポーツ中継（世界体操競技選手権・バレーボールワールドカップ）でつなぎ、2012年1月から新番組『おじゃマップ』が開始された。
先述通り中止が危ぶまれたヘキサゴンアルバムについては2011年11月23日に発売され、ヘキサゴンコンサートについてはその3日後の26日に開催された。
11月26日はヘキサゴンファミリーのラストライブ「ヘキサゴンファミリーコンサート 2011 WE LIVE ヘキサゴン」が開催。ヘキサゴンの看板ユニットだった羞恥心、Pabo、アラジンは解散、サーターアンダギーは活動を続け、その他のユニットについては未定だったが、実際にはその後の活動は無かったため、サーターアンダギーを除いて全グループが事実上解散となった。また、ライブ中には、『ヘキサゴンII』に長らく出演していなかった野久保がサプライズ登場し、ライブ最後のメンバー紹介で番組プロデューサーである神原が登壇、カシアス島田の名前が紹介された。
2011年12月26日に放送された『史上最大の大忘年会! さんまの全日本宴会芸コンテスト』にて、一部のヘキサゴンファミリー（Pabo、FUJIWARA、品川庄司、クリス、神原）が出演し、全員で『泣いてもいいですか』を歌唱した。
最終ライブ後も活動していたサーターアンダギーは2013年2月に解散し、ヘキサゴンファミリーとしても活動していた新選組リアンも2014年10月に解散。新選組リアンが解散した事によりヘキサゴンファミリー内で結成されたユニット及び島田紳助プロデュースのユニットはすべて解散及び活動終了となった。

## 活動終了後
番組が終わった後も、2017年1月の神原プロデューサーの挙式にファミリーが出席したり、2015年12月の上地の結婚披露宴や2019年3月の遊助デビュー10周年記念コンサートで羞恥心が一時的に再結成されるなどヘキサゴンファミリーの交流は続いている。また、2020年1月にはmisonoのYouTubeチャンネルに島田紳助が山田親太朗と共に出演し、芸能界引退後初の紳助のメディア登場に話題となった。そのYouTube内でヘキサゴンファミリーの事に触れており、「人生で一番幸せな番組でした」「学校の校長先生みたいな気持ち」とヘキサゴンへの愛を語った。
2015年5月21日放送のVS嵐ではヘキサゴンファミリーの品川祐(品川ヒロシ名義・映画「Zアイランド」チームでの出演)、岡田圭右、スザンヌ(後者の2人はプラスワンゲストでの出演)が出演し、元ヘキサゴンファミリーであることを思わせる発言をした。
放送終了から10年後の2021年9月28日に神原プロデューサーの呼びかけによりYouTubeで同窓会が配信された。同窓会には神原プロデューサー、牧原俊幸アナウンサー、ラサール石井、野久保直樹、スザンヌ、misono、崎本大海、品川祐、松岡卓弥、森公平、山田親太朗、ダンディ坂野、麻木久仁子、高原兄が参加した。また、岡田圭右、小島よしお、庄司智春、上地雄輔、クリス松村がコメントを寄せた。

## メンバー
ヘキサゴンファミリーのメンバーの範囲はヘキサゴンレギュラーでもある羞恥心、Pabo以外は明確には定まっていない。本業は歌手、俳優、グラビアアイドル、お笑い芸人など様々であり、所属する芸能事務所も様々である。

### ヘキサゴンオールスターズ
ヘキサゴン発のユニットなどに参加している以下の者はヘキサゴンファミリーに含まれるとされることが多い（太字は2つ以上ユニットを掛け持っている人物）。
| メンバー名                       | 参加ユニット |
| -------------------------------- | --- |
| 島田紳助                         | なし |
| つるの剛士                       | 羞恥心、アラジン、フレンズ、ツバサ |
| 上地雄輔                         | 羞恥心、アラジン |
| 野久保直樹                       | 羞恥心、アラジン |
| 里田まい(カントリー娘。)         | Pabo、アラジン、里田まい with 合田兄妹/家族、ツバサ、famille 〜ファミーユ〜                                                           |
| スザンヌ                         | Pabo、アラジン、トモとスザンヌ、スザンヌ×スザンぬ、famille 〜ファミーユ〜                                                             |
| 木下優樹菜                       | Pabo、アラジン、famille 〜ファミーユ〜                                                                                                |
| 大沢あかね                       | 矢口真里とストローハット |
| 岡田圭右(ますだおかだ)           | エアバンド、（品川祐と）スベラーズ、矢口真里とストローハット                                                                          |
| 神戸蘭子                         | 里田まい with 合田家族、famille 〜ファミーユ〜                                                                                        |
| 冠徹弥                           | エアメタルバンドfeat.冠徹弥 |
| クリス松村                       | ラクダとカッパ、南明奈のスーパーマイルドセブン、矢口真里とストローハット                                                              |
| 小島よしお                       | 一発屋2008、南明奈のスーパーマイルドセブン、（品川祐と）スベラーズ                                                                    |
| 金剛地武志                       | エアバンド、一発屋2008 |
| 榊原徹士(新選組リアン)           | スザンヌ×スザンぬ |
| 崎本大海                         | フレンズ、南明奈のスーパーマイルドセブン                                                                                              |
| さとう里香                       | 矢口真里とストローハット |
| 品川祐(品川庄司)                 | misono&ヒロシ、矢口真里とストローハット、品川祐とスベラーズ、MUSH                                                                     |
| 庄司智春(品川庄司)               | エア(ヴィジュアル)バンド、トモとスザンヌ、エアメタルバンドfeat.冠徹弥                                                                 |
| 田中卓志(アンガールズ)           | エア（ヴィジュアル）バンド、エアメタルバンドfeat.冠徹弥                                                                               |
| ダンディ坂野                     | 一発屋2008 |
| 波田陽区                         | 一発屋2008、エア（ヴィジュアル）バンド、南明奈のスーパーマイルドセブン、（品川祐と）スベラーズ、波田原西、エアメタルバンドfeat.冠徹弥 |
| 原西孝幸(FUJIWARA)               | 南明奈のスーパーマイルドセブン、矢口真里とストローハット、波田原西                                                                    |
| 藤本敏史(FUJIWARA)               | 里田まい with 合田兄妹/家族、南明奈のスーパーマイルドセブン                                                                           |
| 松岡卓弥                         | サーターアンダギー、MUSH |
| misono                           | misono&ヒロシ、里田まい with 合田兄妹/家族、ツバサ、famille 〜ファミーユ〜、mari ♥ miso                                               |
| 南明奈                           | 南明奈のスーパーマイルドセブン、矢口真里とストローハット（2011年から正式メンバー）、famille 〜ファミーユ〜                            |
| 向井慧(パンサー)                 | MUSH |
| 元木大介                         | 矢口真里とストローハット |
| 森公平(新選組リアン)             | サーターアンダギー |
| 矢口真里                         | 矢口真里とストローハット、famille 〜ファミーユ〜、mari ♥ miso                                                                         |
| 山田親太朗                       | サーターアンダギー |
| 山根良顕(アンガールズ)           | ラクダとカッパ、エア(ヴィジュアル)バンド、矢口真里とストローハット、エアメタルバンドfeat.冠徹弥                                       |
| RYOEI                            | ツバサ、エアヴィジュアルバンド、エアメタルバンドfeat.冠徹弥                                                                           |
| ラサール石井                     | なし |
| 渡辺正行                         | なし |
| 辻希美                           | なし |
| 具志堅用高                       | なし |
| KENTA                            | なし |
| 関義哉(新選組リアン)             | なし |
| 山口純(新選組リアン)             | なし |
| 國定拓弥(新選組リアン)           | なし |
| まいける                         | まいける&はなか |
| 附田花香                         | まいける&はなか |
| 中村仁美(フジテレビアナウンサー) | 部長と部下 |
| 牧原俊幸(フジテレビアナウンサー) | 部長と部下 |

## 音楽活動
- ヘキサゴンファミリーはさまざまなユニットを結成してCDやDVDをリリースしたが、Blu-ray Discはリリースしていない。
- シングル22枚、アルバム（ミニアルバムも含む）6枚を番組放送中にリリースした。
- 「ヘキサゴンオールスターズ名義」として『WE LOVE ヘキサゴン』というオリジナルアルバムを4枚リリースしている。また、そのアルバムを引っ提げた有料ライブ『ヘキサゴンファミリーコンサート クイズ!ヘキサゴンII ヒットパレード』」も4回行った。

### シングル
| 枚数 | リリース日     | タイトル                                          | ユニット                                                    |
| ---- | -------------- | ------------------------------------------------- | ----------------------------------------------------------- |
| 1    | 2007年9月26日  | 恋のヘキサゴン                                    | Pabo                                                        |
| 2    | 2008年4月9日   | 羞恥心                                            | 羞恥心                                                      |
| 3    | 2008年6月25日  | 泣かないで                                        | 羞恥心                                                      |
| 4    | 2008年7月30日  | 陽は、また昇る                                    | アラジン                                                    |
| 5    | 2008年11月12日 | もうすぐクリスマス                                | 里田まい with 合田兄妹                                      |
| 6    | 2008年12月10日 | 弱虫サンタ                                        | 羞恥心                                                      |
| 7    | 2009年1月14日  | バイバイ                                          | 里田まい with 合田兄妹                                      |
| 8    | 2009年3月25日  | 青春 僕/青春 俺                                   | 矢口真里VSエアバンド                                        |
| 9    | 2009年5月20日  | 出会えてよかった/お台場の女                       | トモとスザンヌ/部長と部下                                   |
| 10   | 2009年6月17日  | I Believe 〜夢を叶える魔法の言葉〜/Don't leave me | 南明奈のスーパーマイルドセブン/里田まい with 合田家族       |
| 11   | 2009年7月15日  | 泣いてもいいですか                                | フレンズ/ヘキサゴンオールスターズ                           |
| 12   | 2009年9月30日  | ひとつ500円で買い取らせていただきます             | スベラーズ                                                  |
| 13   | 2010年1月13日  | 風をさがして                                      | 矢口真里とストローハット                                    |
| 14   | 2010年2月10日  | ヤンバルクイナが飛んだ                            | サーターアンダギー                                          |
| 15   | 2010年3月17日  | 幸せになろう/恋                                   | 南明奈のスーパーマイルドセブン/Pabo                         |
| 16   | 2010年4月21日  | Dear Friends-友へ-/学校へ行こう                   | フレンズ/まいける＆はなか                                   |
| 17   | 2010年5月26日  | 沖縄に行きませんか                                | サーターアンダギー                                          |
| 18   | 2010年6月23日  | サラリー☆マン/第三の男/レッド・アイ               | 品川祐とスベラーズ/エアヴィジュアルバンド/スザンヌ×スザンぬ |
| 19   | 2010年7月14日  | 僕らには翼がある〜大空へ〜                        | ツバサ/ヘキサゴンオールスターズ                             |
| 20   | 2010年12月8日  | 大切な人                                          | サーターアンダギー                                          |
| 21   | 2011年2月23日  | 卒業                                              | サーターアンダギー                                          |
| 22   | 2011年8月10日  | 君が辻/夢の扉                                     | サーターアンダギー                                          |

### アルバム
| 枚数 | リリース日     | タイトル                | ユニット                 |
| ---- | -------------- | ----------------------- | ------------------------ |
| 1    | 2008年10月22日 | WE LOVE ヘキサゴン      | ヘキサゴンオールスターズ |
| 2    | 2009年10月21日 | WE LOVE ヘキサゴン 2009 | ヘキサゴンオールスターズ |
| 3    | 2009年12月9日  | 里田まい with 合田家族  | 里田まい with 合田家族   |
| 4    | 2010年11月17日 | WE LOVE ヘキサゴン 2010 | ヘキサゴンオールスターズ |
| 5    | 2011年4月27日  | サーターアンダギー      | サーターアンダギー       |
| 6    | 2011年11月23日 | WE LOVE ヘキサゴン 2011 | ヘキサゴンオールスターズ |

### DVD
| 枚数 | リリース日     | タイトル                                                                  | ユニット                 |
| ---- | -------------- | ------------------------------------------------------------------------- | ------------------------ |
| 1    | 2008年5月21日  | ラクダになるぞ                                                            | ラクダとカッパ           |
| 2    | 2008年12月17日 | お台場探偵羞恥心 ヘキサゴン殺人事件                                       | 羞恥心                   |
| 3    | 2009年6月26日  | ヘキサな二人                                                              | つるの剛士、野久保直樹   |
| 4    | 2009年1月28日  | ヘキサゴンファミリーコンサート 2008 WE LIVE ヘキサゴン                    | ヘキサゴンオールスターズ |
| 5    | 2010年1月27日  | ヘキサゴンファミリーコンサート 2009 WE LIVE ヘキサゴン                    | ヘキサゴンオールスターズ |
| 6    | 2010年3月24日  | クイズ!ヘキサゴンII 2009合宿スペシャル                                    | ヘキサゴンオールスターズ |
| 7    | 2010年7月17日  | ヘキサな絵本2 サーターアンダギー星のすてきな仲間たち                      | サーターアンダギー       |
| 8    | 2010年10月6日  | FNS26時間テレビ2010「24時間211Km駅伝〜絆〜」                              | ヘキサゴンオールスターズ |
| 9    | 2010年12月22日 | クイズ!ヘキサゴンII夏公演 マイホーム・オン・ザ・ビーチ 〜ヘキサな海の家〜 | ヘキサゴンオールスターズ |
| 10   | 2011年3月16日  | ヘキサゴンファミリーコンサート 2010 WE LIVE ヘキサゴン                    | ヘキサゴンオールスターズ |
| 11   | 2011年6月1日   | クイズ!ヘキサゴンII 2010合宿スペシャル                                    | ヘキサゴンオールスターズ |
| 12   | 2011年7月27日  | First Live Tour 感謝!感激!サーターアンダギー! 〜日本の主食を目指します!〜 | サーターアンダギー       |
| 13   | 2012年1月25日  | ヘキサゴンファミリーコンサート 2011 WE LIVE ヘキサゴン                    | ヘキサゴンオールスターズ |

### 関連シングル
| 枚数 | リリース日     | タイトル                                                       | ユニット     |
| ---- | -------------- | -------------------------------------------------------------- | ------------ |
| 1    | 2006年8月30日  | おかあさん                                                     | 香田晋       |
| 2    | 2008年10月29日 | 家族の日/アブラゼミ♀(大阪バージョン)-ピアノ・バージョン-       | misono       |
| 3    | 2009年3月11日  | ひまわり                                                       | 遊助         |
| 4    | 2009年6月24日  | たんぽぽ/海賊船/其の拳                                         | 遊助         |
| 5    | 2009年8月26日  | ひらり                                                         | RYOEI        |
| 6    | 2009年10月14日 | 男道                                                           | 新選組リアン |
| 7    | 2009年11月4日  | いちょう                                                       | 遊助         |
| 8    | 2010年2月24日  | 本当に僕でいいんですか                                         | 新選組リアン |
| 9    | 2010年3月10日  | ライオン                                                       | 遊助         |
| 10   | 2010年6月9日   | 夏のわすれもの feat.東京スカパラダイスオーケストラ/Love Letter | つるの剛士   |
| 11   | 2010年7月28日  | ミツバチ                                                       | 遊助         |
| 12   | 2010年8月4日   | 愛の唄                                                         | 新選組リアン |
| 13   | 2010年8月11日  | サヨナラ                                                       | 崎本大海     |
| 14   | 2010年9月15日  | メダリスト                                                     | つるの剛士   |
| 15   | 2010年11月10日 | ひと                                                           | 遊助         |
| 16   | 2011年1月26日  | 夜更けのバラッド                                               | 崎本大海     |
| 17   | 2011年6月22日  | 色糸                                                           | 新選組リアン |
| 18   | 2011年7月20日  | 全部好き。                                                     | 遊助         |
| 19   | 2011年8月3日   | 雄叫び                                                         | 遊助         |
| 20   | 2011年9月7日   | 変わりゆく世界の中で/海沿いグラフィティ                        | 崎本大海     |

### 関連アルバム
| 枚数 | リリース日     | タイトル                         | ユニット     |
| ---- | -------------- | -------------------------------- | ------------ |
| 1    | 2009年4月22日  | つるのうた                       | つるの剛士   |
| 2    | 2009年9月16日  | つるのおと                       | つるの剛士   |
| 3    | 2009年12月16日 | あの・・こんなんできましたケド。 | 遊助         |
| 4    | 2010年1月20日  | ブーゲンビリア                   | RYOEI        |
| 5    | 2010年9月1日   | 上京物語                         | 新選組リアン |
| 6    | 2010年10月20日 | つるばむ                         | つるの剛士   |
| 7    | 2011年2月2日   | あの・・夢もてますケド。         | 遊助         |
| 8    | 2011年3月16日  | てぃんがーら                     | RYOEI        |
| 9    | 2011年6月13日  | ちゅるのうた                     | つるの剛士   |

### 関連DVD
| 枚数 | リリース日    | タイトル                                  | 出演         |
| ---- | ------------- | ----------------------------------------- | ------------ |
| 1    | 2010年2月27日 | つるのいろ                                | つるの剛士   |
| 2    | 2010年8月11日 | あの・・こんなんやりますケド。            | 遊助         |
| 3    | 2011年1月12日 | SHINSENGUMI LIEN 2010 FIRST☆TOUR 上京物語 | 新選組リアン |
| 4    | 2011年3月2日  | オイラの村ですケド。                      | 遊助         |
| 5    | 2011年5月18日 | つるのえいと                              | つるの剛士   |

### 歌番組への出演
魁!音楽番付
2007年9月12日に、Paboがヘキサゴンのセットをバックに島田紳助、中村仁美と共に出演した。
HEY!HEY!HEY! MUSIC CHAMP
2008年3月31日にPaboと羞恥心が出演した際、ヘキサゴンから結成されたユニットとしてひとまとめにして扱われ、ヘキサゴンのセットをバックにした島田紳助がコメントを寄せている。それ以降もラクダとカッパ、AIR BAND、一発屋2008、遊助、つるの剛士が出演。
FNS歌謡祭
2008年の回に羞恥心とアラジン（Pabo）が（カシアス島田がビデオ出演し、羞恥心の音楽活動休止を発表した）、2009年の回につるの剛士・ヘキサゴンオールスターズ（一部メンバーは不参加）が、2010年の回につるの剛士が出演。
MUSIC FAIR
2009年7月25日放送分に里田まい with 合田兄妹、矢口真里、mai&タケシ、南明奈のスーパーマイルドセブン、トモとスザンヌ、つるの剛士、フレンズが出演し、歌とトークを披露。この日の放送は、ヘキサゴンファミリー特集として26時間テレビ1時間前に放送された。
うたばん（TBS）
Pabo、羞恥心、ラクダとカッパ、トモとスザンヌが出演。特にPabo出演時は初の音楽番組という事もあり、他局ながら前日放送のヘキサゴンで宣伝もしていた。
輝く!日本レコード大賞（TBSテレビ・ラジオ）
2008年に羞恥心が出演。
第59回NHK紅白歌合戦（「FNS2008年クイズ!」）
2008年12月31日放送。羞恥心とPaboが「羞恥心 with Pabo」として同紅白に出場しそれに加えて応援としてmisono以外のヘキサゴンファミリー全ユニット、さらに中村仁美が参加した。複数のグループに所属しているメンバーについては波田は一発屋2008、金剛地は一発屋2008のネクタイ鉢巻+AIR BANDのツナギ、藤本はアラジンとしての格好で登場。そのほか、アンガールズは羞恥心（つるの、上地）の格好、中村はフジサンケイグループの目玉マークの下に代表と裏には「NHK LOVE」と書かれたTシャツ姿で登場した（これは現役の民放アナウンサーとしては初の紅白出演になる。なお、NHK出演自体は初めてではなく10月25日の『土曜スタジオパーク』と『お台場から生放送! 秋の夜長もさだまさし』以来となる）。他、小島は最初は黒の全身タイツ姿で登場し、終盤のみいつもの海パン姿になっていた。この応援企画は同時間帯にフジテレビで放送された「FNS2008年クイズ!!」と連動する形で行われており、紅白の応援に参加したメンバーはFUJIWARA、金剛地、波田以外当初この番組の解答者として参加しており、番組途中から紅白会場に向かった。中村アナは、同番組の開始時から紅白会場近くに設けられた特設スタジオに待機し、紅白出場を間近に控えた羞恥心とPaboの模様を繰り返し中継した。「羞恥心 with Pabo」が紅白で曲を披露した際にはフジテレビでもクイズを中断してその模様が放送され、フジテレビ側の出演者はその模様を見守っていた。その後、FUJIWARA、品川庄司を除く応援に出演した全員がフジテレビに戻り「FNS2008年クイズ」のエンディングで紅白と同じ形で曲を披露した。またこの時の紅白の舞台裏でのリハーサルの模様などは2009年1月2日放送の「超クイズパレード新春3時間スペシャル!!」でも放送された。2009年・2010年の紅白にもヘキサゴンありきではないものの上地（「遊助」名義）がソロで出場している（2009年の回ではmisonoも正式出場歌手ではないが、姉・倖田來未とのジョイントで出演）。
MUSIC JAPAN
2009年6月14日放送分に遊助、里田まい with 合田家族、南明奈のスーパーマイルドセブンが出演。カシアス島田もVTRで出演した。ちなみに紳助のNHKへの出演歴は多くはないが、「おとうさんの時間」（1993年-1994年）のほか、「バラエティ生活笑百科」（1985年）や「私と尾崎豊～マイベストソング」（2003年4月14日）など数番組に出演歴がある。以前にも、羞恥心、ラクダとカッパ、エアバンド、矢口真里、アラジンが出演している。
ベストヒット歌謡祭（読売テレビ）
2008年に羞恥心、アラジンが出演。
ミュージックステーションスーパーライブ
2008年12月26日のスーパーライブに羞恥心が出演。グループの結成以来レギュラー放送の出演が一切なかったが（番組のCDランキングで1位を獲得したことはあった）、スーパーライブで番組初登場という稀なケースとなった。『泣かないで』と『羞恥心』をメドレーで披露。

#### 歌番組以外への出演
キャンパスナイトフジ（フジテレビ）
南明奈のスーパーマイルドセブン、里田まい with 合田兄妹、フレンズが出演し歌っている。2010年1月1日放送分では駅伝メンバーの応援歌として「陽は、また昇る」をその場で居合わせた全員とモニターに映し出された野久保のマルチアングルに乗せて歌った。
めざましテレビ（フジテレビ）
羞恥心が出演し歌っている。
コンバットII（フジテレビ）
ヲバ芸のコーナーに羞恥心が出演し歌っている。
ラジかるッ（日本テレビ）
羞恥心が出演し歌っている。
はなまるマーケット（TBS）
羞恥心が出演し歌っている。
オールスター感謝祭（TBS）
一発屋2008が2008年秋に、矢口真里×AIR BANDが2009年春に出演し歌っている。
歌番組以外の「ヘキサゴンファミリー」、「ヘキサゴンチーム」などとしてさまざまな番組に出演している。詳しくはクイズ!ヘキサゴンIIを参照。

## アニメキャラクター
「羞恥心」以降のヘキサゴン関連のほとんどの作品では、アニメキャラクターの物語が収録されている特典DVDがあるが、2008年の段階では、羞恥心、Pabo、ラクダとカッパ、神原Pの9つしか作られていなかった。2009年も里田まい with 合田兄妹のキャラクターが作られたが、絵のタッチがそれまでの9つと変わり、それ以降のユニット、人物はこのタッチが定着。里田まいと同じく既存の物が存在するスザンヌ・木下優樹菜、クリス松村、山根良顕も後にこのタッチで新たに描かれ、Paboは変更後のタッチが2代目として事実上定着しているが、クリス・山根は既存と変更後の両方を使い分けている。公式携帯サイトでのアニメキャラクター図鑑では次の通りに仕分けられている。
1. 島田紳助（芸能界引退に伴い現在は削除されている。）
2. つるの剛士
3. 野久保直樹
4. 上地雄輔
5. 里田まい
6. スザンヌ
7. 木下優樹菜
8. misono
9. 藤本敏史
10. 原西孝幸
11. 品川祐
12. 庄司智春
13. 岡田圭右
14. 山根良顕
15. 田中卓志
16. 神戸蘭子
17. 南明奈
18. 崎本大海
19. クリス松村
20. 波田陽区
21. 小島よしお
22. 牧原俊幸
23. 中村仁美
24. 神原孝
25. 矢口真里
26. 大沢あかね
27. 元木大介
28. さとう里香
29. 山田親太朗
30. RYOEI
31. 渡辺正行
32. ラサール石井
33. 金剛地武志
34. ダンディ坂野
35. 増田英彦
36. たいぞう
37. 若槻千夏
38. 赤井沙希
39. 辻希美
40. 森公平
41. 榊原徹士
42. 國定拓弥
43. 関義哉
44. 山口純
45. 具志堅用高
46. 向井慧
47. 冠徹弥
48. KENTA
49. 佐久間一行
50. 松岡卓弥